# Falling into Infinity
Falling into Infinity is het vierde volledige studioalbum van de progressieve metalband Dream Theater. Het album werd uitgebracht in 1997.
Het is het laatste studioalbum waarop keyboardspeler Derek Sherinian meespeelde. De zang van James LaBrie is lager dan op andere albums. Dit als gevolg van een beschadiging aan zijn stembanden door overgeven bij een voedselvergiftiging die hij opliep in Cuba.
Het is een van de drie albums van Dream Theater waarop de bandnaam niet in hun standaardfont staat afgebeeld (de andere twee zijn When Dream and Day Unite and Once In A LIVEtime) Dit was omdat Storm Thorgeson, de kunstenaar die de hoes van dit album, alsmede dat van Once In A LIVEtime, ontwierp niet wilde werken met lettertypes die door anderen waren gemaakt.

## Nummers
1. "New Millennium" – 8:20 (muziek: Dream Theater, tekst: Mike Portnoy)
2. "You Not Me" – 4:58 (muziek:Dream Theater, tekst: John Petrucci/Desmond Child)
3. "Peruvian Skies" – 6:43 (muziek:Dream Theater, tekst: Petrucci)
4. "Hollow Years" – 5:53 (muziek:Dream Theater, tekst: Petrucci)
5. "Burning My Soul" – 5:29 (muziek:Dream Theater, tekst: Portnoy)
6. "Hell's Kitchen" – 4:16 (muziek:Dream Theater, instrumentaal)
7. "Lines in the Sand" – 12:05 (muziek:Dream Theater, tekst: Petrucci)
8. "Take Away My Pain" – 6:03 (muziek:Dream Theater, tekst: Petrucci)
9. "Just Let Me Breathe" – 5:28 (muziek:Dream Theater, tekst: Portnoy)
10. "Anna Lee" – 5:51 (muziek:Dream Theater, tekst: James LaBrie)
11. "Trial Of Tears" – 13:07 (muziek:Dream Theater, tekst: John Myung)
  1. "It's Raining"
  2. "Deep In Heaven"
  3. "The Wasteland"

In Japan werd een limited edition uitgegeven met als extra een 3" cd met demo's van "Take Away My Pain" en "Speak To Me".
Omdat de band niet blij was met de inmenging van de platenmaatschappij op dit album, besloot drummer Mike Portnoy de demo-sessies uit te brengen onder de naam Falling into Infinity Demos 1996-1997 via zijn eigen maatschappij Ytsejam Records. In het cd-boekje heeft Portnoy het volgende geschreven: "these demos show our true artistic representation of these songs" (deze demo's laten onze artistieke representatie horen van de nummers).
Zo is het, zoals de band oorspronkelijk wilde, ook een dubbel-cd geworden. Het ruim 20 minuten durende Metropolis part 2 zou later evolueren tot het conceptalbum Metropolis, Pt. 2: Scenes From A Memory.

### Nummers Demo cd
Disc 1
1. "Raise the Knife" – 11:40
2. "Where Are You Now?" – 7:27
3. "Take Away My Pain" – 6:49
4. "You or Me" – 6:24
5. "Anna Lee" – 6:36
6. "Burning My Soul" – 8:57
7. "The Way It Used To Be" – 7:47
8. "Lines in the Sand" – 13:32

Disc 2
1. "Just Let Me Breathe" – 5:24
2. "Peruvian Skies" – 6:47
3. "Trial of Tears" – 12:54
4. "Cover My Eyes" – 3:23
5. "Hollow Years" – 6:26
6. "New Millennium" – 8:19
7. "Speak to Me" – 6:25
8. "Metropolis, Part 2 (Live Rehearsal Version)" (Bonus Track) – 21:25

## Achtergrond van nummers
- "New Millennium" was oorspronkelijk een jam die bekendstond onder de titels "Caught In Alice's 9-Inch Tool Garden" en "Caught in Alice's New Nine-Inch Millennium Tool Garden". Deze eerdere titels bevatten duidelijke verwijzingen naar de bands Alice in Chains, Nine Inch Nails, Tool, en Soundgarden.
- "Peruvian Skies" bevat gedeelten van het Pink Floyd-nummer Have a Cigar.
- "Hell's Kitchen" is een wijk in New York waar de opnamestudio ligt. Het nummer werd al voor de opnamen gespeeld tijdens concerten.
- "Take Away My Pain" is opgedragen aan de vader van John Petrucci die is overleden aan kanker in 1996. Eerder al schreef Petrucci het nummer "Another Day" over de strijd van zijn vader tegen de ziekte.
- Zoals gebruikelijk bij Dream Theater, werd voor elk nummer een werktitel bedacht. Mike Portnoy heeft op zijn website de volgende 2 werktitels bekendgemaakt:
  - "Lines in the Sand" - "Cat's Tail"
  - "Burning My Soul" - "Carnival of Clams"

## Credits

### Band
- James LaBrie – zang
- John Myung – basgitaar
- John Petrucci – gitaar
- Mike Portnoy – drums
- Derek Sherinian – keyboard

### Gastmuzikanten
- Desmond Child - teksten op "You Not Me"
- Doug Pinnick - achtergrondzang op "Lines in the Sand"

## Trivia
- Tijdens de laatste show van hun tournee bij hun 20-jarig bestaan, voerde de band nummers uit van elk van hun albums. Van dit album werd geen nummer gespeeld, maar de band speelde wel het nummer Raise the Knife, een onuitgebracht nummer dat tijdens de opnamen van dit album werd gemaakt.